# Viguieranthus variabilis
Viguieranthus variabilis är en ärtväxtart som beskrevs av Villiers. Viguieranthus variabilis ingår i släktet Viguieranthus och familjen ärtväxter.

## Underarter
Arten delas in i följande underarter:
- V. v. glaber
- V. v. variabilis